# Tour Ronde
La Tour Ronde (3.798 m s.l.m.) è una montagna del massiccio del Monte Bianco. Su di essa passa la linea di confine tra l'Italia e la Francia.
La montagna si trova lungo lo spartiacque che dal monte Maudit scende al colle del Gigante.

## Ascensioni

### Prima ascensione
La prima ascensione fu compiuta il 22 luglio 1867 da J.H. Backhouse, T.H. Carson, Douglas William Freshfield, C.C. Tucker, Daniel Balleys e Michel Payot.

### Via normale
La via normale sale lungo la cresta sud-est, partendo dal Rifugio Torino o dalla Punta Helbronner.

## Vie alpinistiche

### Parete nord
- Parete nord classica - 23 agosto 1886 - Prima salita di Francesco Gonella e Alexis Berthod.[3]
- Via Buscaini - 19 agosto 1959 - Prima salita di Gino Buscaini, in solitaria.[4]
- Via Bernezat - 17 giugno 1962 - Prima salita di Jean-Louis Bernezat e Christian Colomb, cresta nord-est.[3]

### Parete nord-ovest
- Via Cordier - giugno 1977 - Prima salita di Patrick Cordier e un compagno.[5]
- Via Gabarrou-Ponti - 25 giugno 1978 - Prima salita di Patrick Gabarrou e René Ponti.[5]

### Parete ovest
- Couloir Gervasutti - 27 luglio 1934 - Prima salita di Giusto Gervasutti e Renato Chabod, 350 m/AD.[6]
- Via Mollier-Payot - 23 luglio 1961 - Prima salita di Christian Mollier e Georges Payot.[7]
- Couloir Rébuffat - 31 luglio 1967 - Prima salita di Gaston Rébuffat e Robert Mazars.[5]

## Discese in sci
- Parete nord classica - 20 giugno 1971 - Prima discesa di Patrick Vallençant.[4]
- Couloir Gervasutti - 31 marzo 1974 - Prima discesa di D.Chabod e Jean-Pierre Mansart.[6]

## Galleria d'immagini

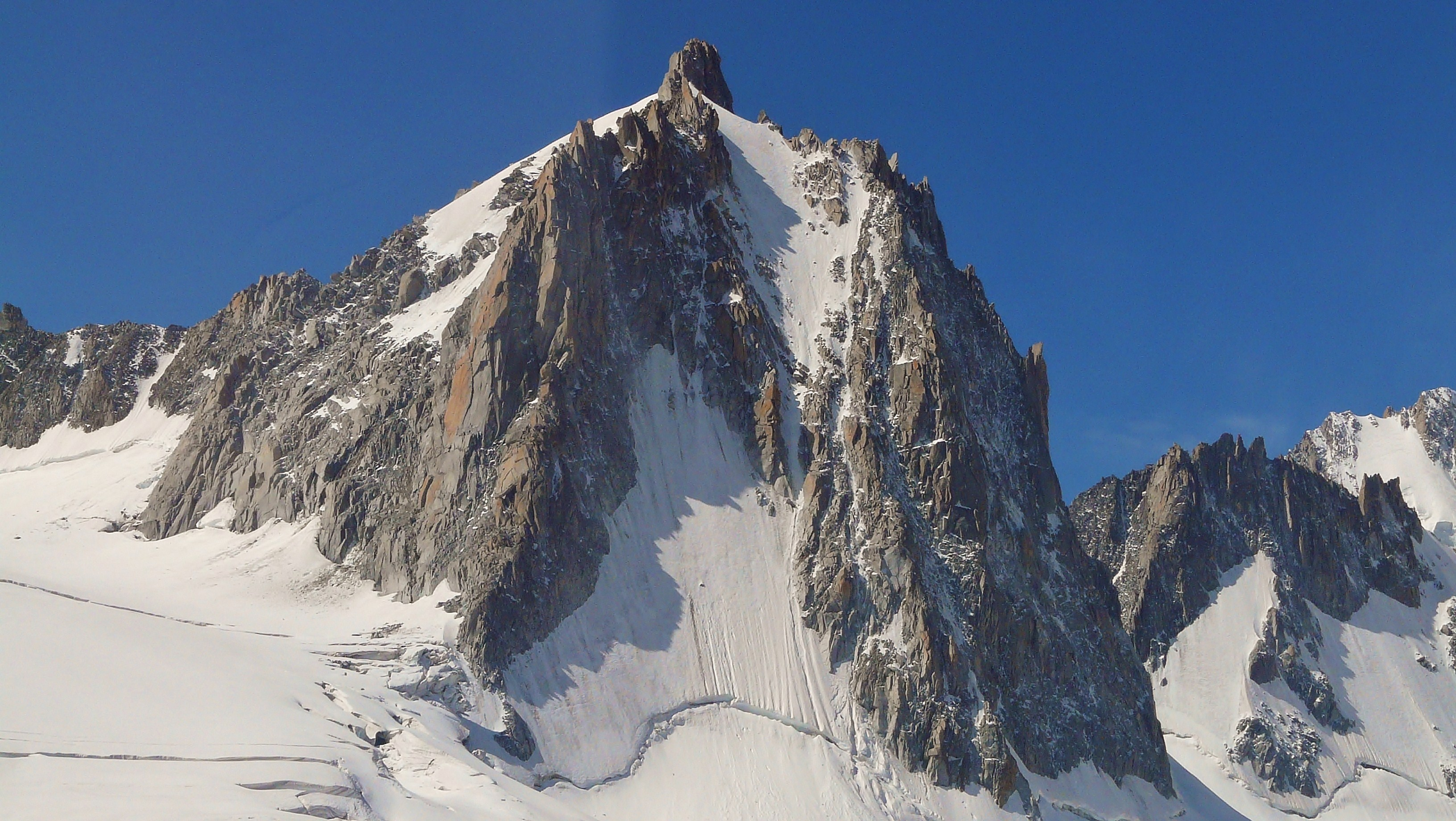
La parete nord della Tour Ronde.
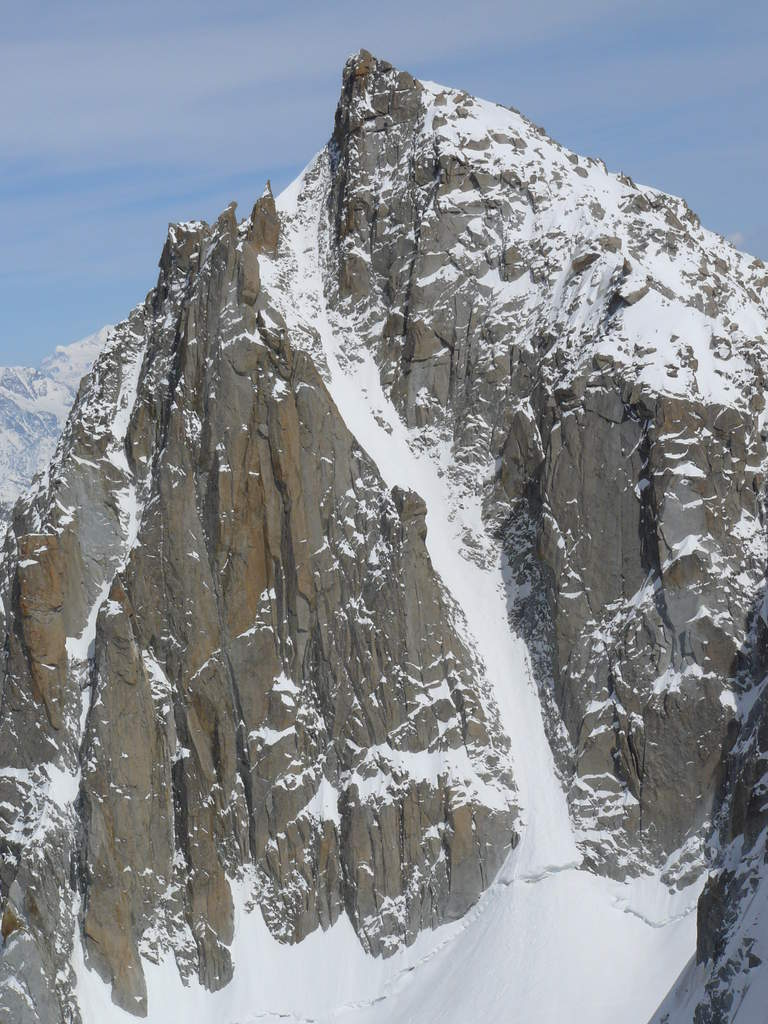
Il versante ovest della Tour Ronde: al centro il Couloir Gervasutti, salito per la prima volta da Giusto Gervasutti e Renato Chabod nel luglio 1934.